# Anos
Anos – miejscowość i gmina we Francji, w regionie Nowa Akwitania, w departamencie Pireneje Atlantyckie.
Według danych na rok 2015 gminę zamieszkiwało 187 osób, a gęstość zaludnienia wynosiła 102,2 osób/km².
| 1901 | 1962 | 1968 | 1975 | 1982 | 1990 | 1999 |
| ---- | ---- | ---- | ---- | ---- | ---- | ---- |
| 89   | 58   | 40   | 44   | 62   | 120  | 149  |